# Brad Brennan
Brad Brennan (...) è un ex giocatore di football americano statunitense che ha giocato come wide receiver.
Dopo aver giocato per la squadra universitaria degli Arizona Wildcats ha firmato con i giapponesi Onward Skylarks. Ha poi avuto l'opportunità di giocare per i canadesi BC Lions, ma la sua carriera in CFL è stata interrotta da un infortunio al ginocchio. Al rientro dall'infortunio è quindi tornato in Giappone, dove ha giocato per 10 stagioni ai Fujitsu Frontiers.